# Arnoglossus capensis
Arnoglossus capensis es una especie de pez de la familia Bothidae en el orden de los Pleuronectiformes.

## Morfología
• Pueden llegar alcanzar los 20 cm de longitud total.

## Distribución geográfica
Se encuentra en las  costas de África.